# هوش مصنوعی اشیا
هوش مصنوعی برای اینترنت اشیاء (AIOT) فناوری‌های هوش مصنعی (AI) را با زیرساخت اینترنت اشیاء (IOT) ترکیب می‌کند تا عملیات اینترنت اشیاء کارامدتر شده و تعاملات بین انسان و ماشین و مدیریت داده‌ها بهبود داده شود. AI می‌تواند برای تبدیل داده‌های اینترنت اشیاء به اطلاعات کاربردی، بهبود فرایندهای تصمیم‌گیری و بسترسازی برای فناوری‌های جدید به کار رود.
AIOT به AI امکان می‌دهد که از طریق قابلیت‌های یادگیری ماشین به IOT ارزش بیشتری بدهد و در مقابل، IOT از طریق اتصال، سیگنال‌ها و تبادل داده‌ی بلادرنگ (real time) به AI ارزش می‌بخشد.
در مدل استقرار AIOT، هوش مصنوعی در اجزای زیرساخت مستقر در دستگاه‌های IOT که به شبکه اینترنت اشیاء متصل هستند، تعبیه شده و سپس، از APIها برای گسترش قابلیت همکاری بین اجزا در سطوح دستگاه، نرم‌افزار و پلتفرم استفاده می‌شود.
هوش مصنوعی برای اینترنت اشیاء (AIOT) فناوری‌های هوش مصنعی (AI) را با زیرساخت اینترنت اشیاء (IOT) ترکیب می‌کند تا عملیات اینترنت اشیاء کارامدتر شده و تعاملات بین انسان و ماشین و مدیریت داده‌ها بهبود داده شود. AI می‌تواند برای تبدیل داده‌های اینترنت اشیاء به اطلاعات کاربردی، بهبود فرایندهای تصمیم‌گیری و بسترسازی برای فناوری‌های جدید به کار رود.
AIOT به AI امکان می‌دهد که از طریق قابلیت‌های یادگیری ماشین به IOT ارزش بیشتری بدهد و در مقابل، IOT از طریق اتصال، سیگنال‌ها و تبادل داده‌ی بلادرنگ (real time) به AI ارزش می‌بخشد.
در مدل استقرار AIOT، هوش مصنوعی در اجزای زیرساخت مستقر در دستگاه‌های IOT که به شبکه اینترنت اشیاء متصل هستند، تعبیه شده و سپس، از APIها برای گسترش قابلیت همکاری بین اجزا در سطوح دستگاه، نرم‌افزار و پلتفرم استفاده می‌شود.
در سال ۲۰۱۸، KPMG یک مطالعه آینده نگرانه در مورد آینده هوش مصنوعی شامل سناریوهای تا سال ۲۰۴۰ منتشر کرد تحلیلگران سناریویی را به تفصیل توصیف می‌کنند که در آن جامعه ای از چیزها می‌بینند که هر دستگاه حاوی هوش مصنوعی خود است که می‌تواند به‌طور مستقل به سایر هوش مصنوعی‌ها متصل شود تا با هم، وظایف را هوشمندانه انجام دهند. خلق ارزش با استفاده از هوش ازدحام در زمان واقعی کنترل و اجرا می‌شود. بسیاری از صنایع را می‌توان با استفاده از هوش ازدحام متحول کرد، از جمله: خودروسازی، ابری، پزشکی، نظامی، تحقیقاتی و فناوری.
در AIoT یک جنبه مهم این است که هوش مصنوعی روی برخی چیزها انجام می‌شود. در اصلی‌ترین شکل خود، این شامل انجام هوش مصنوعی بر روی دستگاه، یعنی در لبه یا Edge Computing، بدون نیاز به اتصالات خارجی است. در AIoT نیازی به اینترنت نیست، این تکامل مفهوم IoT است و اینجاست که مقایسه به پایان می‌رسد.
قدرت ترکیبی هوش مصنوعی و اینترنت اشیاء، نوید قفل کردن ارزش‌های ناشناخته مشتری را در طیف گسترده‌ای از صنایع عمودی مانند تجزیه و تحلیل لبه، وسایل نقلیه خودران، تناسب اندام شخصی، مراقبت‌های بهداشتی از راه دور، کشاورزی دقیق، خرده فروشی هوشمند، تعمیر و نگهداری پیش‌بینی و اتوماسیون صنعتی می‌دهد.

## هوش مصنوعی در وسایل پزشکی
همان‌طور که توسط قانون درمان قرن ۲۱ در سال ۲۰۱۶ تعریف شده‌است، دستگاه پزشکی دستگاهی است که عملکردی را در مراقبت‌های بهداشتی انجام می‌دهد و قصد دارد از آن "در تشخیص بیماری یا سایر شرایط، یا در درمان، کاهش، درمان یا پیشگیری استفاده کند. بیماری، در انسان یا حیوانات دیگر، یا قصد دارد بر ساختار یا هر عملکرد بدن انسان یا سایر حیوانات تأثیر بگذارد.»
طبق قانون فدرال غذا، دارو و لوازم آرایشی، تمام سیستم‌های هوش مصنوعی که در این تعریف قرار می‌گیرند توسط FDA تنظیم می‌شوند. دستگاه‌های پزشکی توسط FDA بر اساس موارد استفاده و خطراتشان به سه دسته طبقه‌بندی می‌شوند. هر چه ریسک بالاتر باشد، کنترل سخت‌تر می‌شود. رده کلاس I شامل دستگاه‌هایی با کمترین خطر و کلاس III دارای بیشترین خطر است. دستگاه‌های پزشکی تأیید شده که از هوش مصنوعی یا یادگیری ماشینی (AI/ML) استفاده می‌کنند به‌طور پیوسته در حال افزایش است. تا سال ۲۰۲۰، سازمان غذا و داروی ایالات متحده (FDA) بسیاری از دستگاه‌های پزشکی را که از AI/ML استفاده می‌کردند، تأیید کرد. یک سال بعد، FDA یک چارچوب نظارتی برای ماشین‌هایی که از نرم‌افزار AI/ML استفاده می‌کنند، علاوه بر مقررات تجهیزات پزشکی اتحادیه اروپا، که جایگزین مقررات پزشکی اتحادیه اروپا شد، منتشر کرد. همان‌طور که تکنولوژی همچنان در حال پیشرفت است، روش کار و تشخیص رشته‌های پزشکی را به سرعت افزایش داده‌است. کاربردهای مختلف هوش مصنوعی می‌توانند بهره‌وری را بهبود بخشند و خطاهای پزشکی مانند تشخیص و انتخاب درمان و ایجاد پیش‌بینی خطر و طبقه‌بندی بیماری‌ها را کاهش دهند.
هوش مصنوعی همچنین با ارائه داده‌های بیماران، سوابق الکترونیکی سلامت، برنامه‌های تلفن همراه و دسترسی آسان به دستگاه‌ها و حسگرها برای بیماران خاصی که به چنین فناوری‌هایی نیاز دارند، به بیماران کمک می‌کند. نیاز به حفاظت از داده‌های بیماران بسیار زیاد است. استفاده از سوابق الکترونیکی برای پنهان کردن داده‌های بیمار با ادغام داده‌ها در مراقبت‌های بالینی به‌طور فزاینده ای دشوار می‌شود. دسترسی به داده‌های بیماران ممکن است برای بیمار آسان باشد، اما در مورد حفاظت از داده‌ها نیز تردید ایجاد می‌کند.
فناوری و هوش مصنوعی با هم ترکیب شده‌اند تا فرصت‌هایی را برای مدیریت بهتر اطلاعات بهداشتی و یکپارچه سازی فناوری در صنعت پزشکی فراهم کنند. هوش مصنوعی برای تشخیص ناهنجاری‌ها و سوء ظن به داده‌های حساس که توسط شخص ثالث قابل دسترسی است پیاده‌سازی شده‌است. از سوی دیگر، بازنگری در مورد محرمانگی و سایر اصول اصلی اخلاق پزشکی به منظور پیاده‌سازی سیستم‌های یادگیری عمیق ضروری خواهد بود، زیرا نمی‌توانیم صرفاً بر فناوری تکیه کنیم.

## هوش مصنوعی در رایانش ابری
هنگام ادغام هوش مصنوعی در مهندسی ابر، می‌تواند به چندین زمینه حرفه ای در به حداکثر رساندن جمع‌آوری داده‌ها کمک کند. می‌تواند عملکرد و کارایی را از طریق مدیریت دیجیتال بهبود بخشد.
مهندسی ابر از روش‌های مهندسی برای اعمال در رایانش ابری پیروی می‌کند و بر خدمات ابر تکنولوژیکی تمرکز دارد. در تصور، توسعه، بهره‌برداری و نگهداری سیستم‌های رایانش ابری، رویکردی سیستماتیک برای تجاری سازی، استانداردسازی و حاکمیت اتخاذ می‌کند. در میان جنبه‌های متنوع آن می‌توان به مشارکت‌های مهندسی توسعه، مهندسی نرم‌افزار، توسعه وب، مهندسی عملکرد، مهندسی امنیت، مهندسی پلت فرم، مهندسی ریسک و مهندسی کیفیت اشاره کرد.
پیاده‌سازی هوش مصنوعی در چارچوب فناوری اطلاعات برای ایجاد بار کاری روان و خودکارسازی فرآیندهای تکراری. با استفاده از این ابزار، سازمان‌ها می‌توانند داده‌ها را بهتر مدیریت کنند زیرا مقادیر بیشتری از داده‌های جمعی را توسعه می‌دهند و فرآیندهای شناسایی، طبقه‌بندی و مدیریت داده‌ها را با گذشت زمان یکپارچه می‌کنند.
با هوش مصنوعی، می‌تواند کارایی را برای سازمان‌ها به ارمغان بیاورد، روش‌های استراتژیک را به ارمغان بیاورد و در زمان از کارهای تکراری صرفه‌جویی کند. با اجرای تحلیل، سازمان‌ها می‌توانند در زمان صرفه جویی کرده و کارآمدتر باشند.